# Alexandre-Guillaume Chotin
Alexandre-Guillaume (né Charles Alexandre Benoit Joseph) Chotin, juriste, historien, est né à Tournai le 
25 prairial an IX (14 juin 1801). Il meurt à Tournai, le 2 février 1880.
Il entame des études en droit à l'Université de Gand. Il y décrocha son doctorat le 2 juillet 1825 en défendant sa thèse: Crimine Raptus. Il sera ensuite professeur de langues anciennes et assumera les fonctions de Juge de paix. Il sera membre de différentes sociétés savantes (dont la Société historique et littéraire de Tournai).  

## Distinctions
- Chevalier de l'ordre de la Couronne de chêne

## Ouvrages
- Histoire de Tournay et du Tournésis depuis les temps reculés jusqu'à nos jours, Massart et Janssens, Tournai, 1840.
- Expéditions maritimes de Charles-Quint en Barbarie, Bruxelles, Tournai, 1849.
- Études étymologiques sur les noms des villes, bourgs, villages et hameaux de la province de Hainaut, Casterman, Paris, Tournai, 1858.
- Notices et annotations des mémoires sur le siège de Tournay (1581) de Philippe Warny de Wisenpierre, Société de l'Histoire de Belgique, Bruxelles, 1860.
- ‘Etudes étymologiques sur les noms de lieu de la Flandre Occidentale’, in : Annales de la Société historique, archéologique et littéraire de la ville d'Ypres et de l’ancienne West-Flandre, tome VII, 3e et 4e livraisons, Ypres, Imprimerie Simon Lafonteyne, 1877.

### traduit du néerlandais
Simon Stijl, Origine et prospérité des Pays-Bas, Brest van Kempen, Bruxelles, 1828.